# Tour de l'Horloge (Komotiní)
La Tour de l'Horloge (grec moderne : Πύργος του Ωρολογιού ; turc : Saat Kule) est une tour horloge datant de la période ottomane située dans le centre-ville de Komotiní, dans la périphérie de Macédoine-Orientale-et-Thrace, en Grèce. Située à proximité de la Nouvelle Mosquée, sa construction remonte au XIXe siècle.
Ce monument est considéré comme un exemple de la modernisation ottomane de 1884 et est construit sous le sultanat d'Abdülhamid II, par Abdul Kadir Kemal Pacha. L'édifice fait suite à d'autres réalisations administratives et civiles importantes dans la ville, comme l'ancien palais de justice. La tour est adjacente au mausolée de Fatma Hanoum, épouse du vizir Hassan Pacha. La tour comprend des éléments d'architecture néoclassique et éclectique.